# Leujats
Leujats (en francès Léogeats) és un municipi francès situat al departament de la Gironda i a la regió de la Nova Aquitània.

## Demografia
| 1962                                       | 1968 | 1975 | 1982 | 1990 | 1999 | 2007 |
| ------------------------------------------ | ---- | ---- | ---- | ---- | ---- | ---- |
| 335                                        | 390  | 358  | 401  | 454  | 547  | 667  |
| Des de 1962: població sense dobles comptes |      |      |      |      |      |      |

## Administració
| Període   | Identitat      | Partit |
| --------- | -------------- | ------ |
| 1965-1983 | André Dubernet |        |
| 1983-1995 | André Lavie    |        |
| 1995-2001 | Alain Dulou    |        |
| 2001-     | Cédric Pujol   |        |